# François du Buysson
Pour les articles homonymes, voir Buysson.
François-Charles, comte du Buysson, est un botaniste français né le 20 avril 1825 à Paray-sous-Briailles (Allier) et mort le 25 mars 1906 à Clermont-Ferrand (Puy-de-Dôme).

## Biographie
Il est le fils du comte Julien du Buysson et de son épouse Pauline de Bonneval.
Après avoir grandi dans la propriété familiale du Vernet située sur la commune de Broût-Vernet (Allier), où il a notamment subi l'influence de son oncle maternel, André de Bonneval, qui avait fondé là-bas une école d'agriculture basée sur les techniques les plus modernes de l'époque, François du Buysson a travaillé pendant deux ans à la comptabilité générale du ministère des Finances à Paris où il fut nommé le 2 juillet 1846. De conviction royaliste, il démissionna de cette fonction le 31 mai 1848, après le renversement de la Monarchie de Juillet.
Retiré au château du Vernet, il se passionna pour la botanique et fit construire une serre sur sa propriété pour y faire pousser des orchidées d'espèces variées. En 1878, il fit paraître un livre sur la culture des orchidées dont le manuscrit avait été récompensé à l’Exposition internationale de Cologne en 1875 et qui est toujours considéré comme un ouvrage de référence.
François du Buysson fut l'un des fondateurs de la revue L’Orchidophile, Journal des amateurs d'orchidées avec Alexandre Godefroy-Lebeuf.
Son nom a été donné à plusieurs espèces d'orchidées, comme l'Angraecum buyssonii ou le Phalaenopsis buyssoniana.
Marié en 1855 à Mathilde de Montaignac de Chauvance, il eut trois enfants dont les entomologistes Henri du Buysson (1856-1927) et Robert du Buysson (1861-1946).